# Achaemenes tristis
Achaemenes tristis är en insektsart som beskrevs av Ronald Gordon Fennah 1958. Achaemenes tristis ingår i släktet Achaemenes och familjen kilstritar. Inga underarter finns listade i Catalogue of Life.